# Il bar delle grandi speranze (film)
Il bar delle grandi speranze (The Tender Bar) è un film del 2021 diretto da George Clooney.
La pellicola, con protagonisti Ben Affleck e Tye Sheridan, è l'adattamento cinematografico delle memorie Il bar delle grandi speranze (2005) di J. R. Moehringer.

## Trama
Un ragazzo di nome J.R. vive nella casa del nonno a Manahasset (Long Island), con la madre Dorothy, lo zio Charlie e, appunto, il nonno e la nonna. Senza la figura del padre, lontano e assente, che lavora in una radio di New York e si fa chiamare "La Voce", J.R. deve cercare di cavarsela da solo tra gli studi e i suoi talenti, aiutando anche lo zio Charlie al bar, che sarà una figura di riferimento per la sua crescita personale.
Crescendo, riesce a essere ammesso a Yale, dove sogna di diventare uno scrittore. Qui conoscerà alcune persone fra cui Sydney, con cui avrà una relazione altalenante, e il suo amico Wesley, che gli sarà spesso d'aiuto e prodigo di consigli.

## Produzione
Nel 2013 il progetto era nelle mani di Sony Pictures e Chernin Entertainment, con Theodore Melfi nel ruolo di regista e sceneggiatore. Nel luglio 2020, con l'abbandono di Melfi, i diritti del film sono passati ad Amazon Studios.
Le riprese del film sono iniziate il 22 febbraio e sono terminate il 14 aprile 2021.

## Promozione
Il primo trailer del film è stato diffuso il 14 ottobre 2021.

## Distribuzione
Il film è stato presentato al BFI London Film Festival il 10 ottobre 2021 e distribuito limitatamente nelle sale cinematografiche statunitensi a partire dal 17 dicembre 2021 e su Prime Video dal 7 gennaio 2022.

## Riconoscimenti
- 2022 - Golden Globe[7]
  - Candidatura per il miglior attore non protagonista a Ben Affleck
- 2021 - Dallas-Fort Worth Film Critics Association[8]
  - Quarto miglior attore non protagonista a Ben Affleck
- 2022 - Screen Actors Guild Award[9]
  - Candidatura per il miglior attore non protagonista cinematografico a Ben Affleck